# Medaille für Verdienste um die Kunst (Oldenburg)
Die Medaille für Verdienste um die Kunst wurde am 15. November 1878 durch Großherzog Nikolaus Friedrich Peter von Oldenburg in Gold und Silber gestiftet und konnte an alle Personen für hervorragende Dienste auf dem Gebiet der Kunst verliehen werden.
Die runde Medaille zeigt auf der Vorderseite das Abbild des regierenden Großherzogs. Auf der Rückseite die Inschrift FÜR VERDIENST UM DIE KUNST, die von einem Sternenband umschlossen ist.
Das Ordensband ist dunkelblau mit einem zinnoberroten Mittelstreifen und die Auszeichnung wurde auf der linken Brustseite getragen.

## Träger
- 1881: Heinrich Schilking (Hofmaler)
- 1895: Anton Hartmann (Schauspieler)